# Sabina-Francesca Foisor
Sabina-Francesca Foisor est une joueuse d'échecs roumaine puis américaine née le 30 août 1989 à Timișoara  en Roumanie. Elle a le titre de grand maître international féminin depuis 2007. 
Au 1er février 2021, elle est la quinzième joueuse américaine avec un classement Elo de 2 228 points.

## Biographie et carrière
Sabina-Francesca Foisor est née en août 1989. Elle est la fille de la championne roumaine Cristina-Adela Foișor qui fut candidate au championnat du monde d'échecs féminin en 1994. 
Sabina-Francesca Foisor remporta trois médailles aux championnats du monde de la jeunesse :  médaille de bronze en 2003 parmi les filles de moins de 14 ans, médaille d'argent en 2004 parmi les filles de moins de 16 ans et médaille de bronze en 2007 parmi les filles de moins de 18 ans. Elle obtint le titre de maître international féminin en 2005 et le titre de grand maître international féminin en 2007. En avril 2007, elle marqua 7,5 points sur 11 au championnat d'Europe d'échecs individuel et se qualifia pour le championnat du monde d'échecs féminin de 2008. Lors du championnat du monde de 2008, elle perdit au premier tour après les départages en blitz et une partie de mort subite Armageddon où elle n'avait besoin que d'une partie nulle pour se qualifier mais où elle perdit au temps. La même année, elle déménagea aux États-Unis.
Elle a représenté les États-Unis lors des olympiades féminines cinq fois de suite de 2010 à 2018 : l'équipe américaine finit cinquième en 2010, sixième en 2016, sixième en 2016 et septième en 2018. Elle participa également à quatre championnats du monde par équipes féminines de 2013 à 2019..
Grâce à sa victoire au championnat des États-Unis féminin en 2017, elle participa au championnat du monde d'échecs féminin en 2017 à Téhéran, où elle fut éliminée au premier tour par la Chinoise Tan Zhongyi, future vainqueur du championnat du monde. Elle participa également au championnat du monde féminin de 2018 à Khanty-Mansiïsk où elle fut battue au premier tour par la Bulgare Antoaneta Stefanova.